# Jack Yerman
Jack Lloyd Yerman (né le 5 février 1939 à Oroville) est un athlète américain spécialiste du 400 mètres

## Carrière
Étudiant à l'Université de Berkeley, il remporte avec ses coéquipiers américains la médaille d'argent du relais 4 × 400 m des Jeux panaméricains de 1959. L'année suivante, il s'impose sur 400 m lors des sélections olympiques américaines en établissant en 46 secondes le meilleur temps de sa carrière, mais est éliminé en demi-finale des Jeux olympiques de Rome. Lors de cette même compétition, il remporte titre olympique du relais 4 × 400 m aux côtés de Earl Young, Glenn Ashby Davis et Otis Davis. L'équipe américaine établit un nouveau record du monde de la discipline en 3 min 02 s 2 et devance finalement l'Équipe unifiée d'Allemagne et les Indes occidentales.

## Palmarès
| Date | Compétition        | Lieu    | Place | Discipline |
| ---- | ------------------ | ------- | ----- | ---------- |
| 1959 | Jeux panaméricains | Chicago | 6er   | 400 m      |
| 1959 | Jeux panaméricains | Chicago | 2e    | 4 × 400 m  |
| 1960 | Jeux olympiques    | Rome    | 1er   | 4 × 400 m  |